# Герасимов Олег Васильович
Оле́г Васи́льович Гера́симов — прапорщик служби цивільного захисту Державної служби України з надзвичайних ситуацій, учасник російсько-української війни, що загинув у ході російського вторгнення в Україну в 2022 році.

## Життєпис
Олег Герасимов народився 15 березня 1972 року в місті Мерефа Харківської області. Обіймав посаду водія — сапера відділення піротехнічних робіт групи піротехнічних робіт частини гуманітарного розмінування служби цивільного захисту Міжрегіонального центру гуманітарного розмінування та швидкого реагування Державної служби України з надзвичайних ситуацій, що розміщується на території Нововодолазької селищної ради Харківської області. З початком повномасштабного російського вторгнення в Україну разом з колегами брав участь у зборі, вилученні та ліквідації вибухонебезпечних предметів та снарядів, які залишились після ворожих обстрілів. Загинув 16 квітня 2022 року під час чергового бомбардування м. Харкова, вчиненого військами РФ, разом із саперами частини гуманітарного розмінування старшим прапорщиком Юрієм Стадніком і майором Андрієм Кошурком.

## Нагороди
- Орден «За мужність» II ступеня (2022, посмертно) — за особисту мужність і самовіддані дії, виявлені у захисті державного суверенітету та територіальної цілісності України, вірність військовій присязі[5].
- Орден «За мужність» III ступеня (2012) — за вагомий особистий внесок у захист державного суверенітету, забезпечення конституційних прав і свобод громадян, зміцнення економічної безпеки держави, зразкове виконання службового обов'язку та з нагоди 21-ї річниці незалежності України.